# Notasulga
Notasulga est une ville américaine située dans les comtés de Macon et Lee, dans l’Alabama. Lors du recensement de 2000, elle comptait 916 habitants.

## Personnalités liées à la ville
L’écrivain Zora Neale Hurston est née à Notasulga le 7 janvier 1891.

## Démographie
| 1880 | 1890 | 1910 | 1920 | 1930 | 1940 | 1950 | 1960 |
| ---- | ---- | ---- | ---- | ---- | ---- | ---- | ---- |
| 236  | 332  | 512  | 619  | 756  | 863  | 816  | 884  |

| 1970 | 1980 | 1990 | 2000 | 2010 | - | - | - |
| ---- | ---- | ---- | ---- | ---- | - | - | - |
| 833  | 876  | 979  | 916  | 965  | - | - | - |

## Source
- (en) Cet article est partiellement ou en totalité issu de l’article de Wikipédia en anglais intitulé « Notasulga, Alabama » (voir la liste des auteurs).